# Martina Carraro
Martina Carraro (née le 21 juin 1993 à Gênes) est une nageuse italienne, spécialiste de la brasse.
Elle est championne d'Italie en 2009 à Riccione, elle remporte la médaille d'argent lors des Jeux olympiques de la jeunesse à Singapour en 2010, sur 50 m.
Lors des Universiades de Gwangju, le 9 juillet 2015, elle porte le record national à 30 s 89 lors de la demi-finale. Elle l'améliore ultérieurement en 30 s 83 lors des Championnats du monde Kazan, avant que ce record soit battu par Arianna Castiglioni. Lors des Championnats d'Europe 2016, elle remporte deux médailles d'argent sur relais 4 x 100 quatre nages.
Sur 100 m brasse, son record est de 1 min 6 s 41 tandis que sur 50 m, il est de 30 s 79 obtenus en 2016.
Le 23 juillet 2019 elle remporte la Médaille de bronze du 100 m brasse aux Championnats du monde 2019 à Gwangju .
Participant aux Championnats d'Europe en petit bassin, le 4 décembre 2019 au 50 m brasse, elle arrive seconde (29 s 60) derrière sa compatriote Benedetta Pilato (29 s 32)  et devant l'Irlandaise Mona McSharry (29 s 87)
le 7 décembre 2019 elle remporte le 100 m brasse et le 8 décembre 2019 3e au 200 m brasse.

## Palmarès
| Année | Compétition                           | Date     | Place | Course                  |
| ----- | ------------------------------------- | -------- | ----- | ----------------------- |
| 2015  | Championnats d'Europe en petit bassin | Netanya  | 3e    | 4 × 50 m 4 nages        |
| 2016  | Championnats du monde en petit bassin | Windsor  | 3e    | 4 × 50 m 4 nages        |
| 2016  | Championnats d'Europe de natation     | Londres  | 2e    | 4 × 100 m 4 nages       |
| 2016  | Championnats d'Europe de natation     | Londres  | 2e    | 4 × 100 m 4 nages mixte |
| 2018  | Championnats du monde en petit bassin | Hangzhou | 2e    | 50 m brasse             |
| 2018  | Championnats du monde en petit bassin | Hangzhou | 3e    | 4 × 100 m 4 nages       |
| 2019  | Championnats du monde                 | Gwangju  | 3e    | 100 m brasse            |
| 2019  | Championnats d'Europe en petit bassin | Glasgow  | 2e    | 50 m brasse             |
| 2019  | Championnats d'Europe en petit bassin | Glasgow  | 1re   | 100 m brasse            |
| 2019  | Championnats d'Europe en petit bassin | Glasgow  | 3e    | 200 m brasse            |